# Мутинська сільська рада
Му́тинська сільська́ ра́да — адміністративно-територіальна одиниця та орган місцевого самоврядування у Кролевецькому районі Сумської області. Адміністративний центр — село Мутин.

## Загальні відомості
- Населення ради: 1 551 особа (станом на 2001 рік)

## Населені пункти
Сільській раді підпорядковані населені пункти:
- с. Мутин
- с. Горохове
- с. Жабкине
- с. Кащенкове
- с. Кубахове
- с. Отрохове
- с. Хоменкове

## Склад ради
Рада складається з 16 депутатів та голови.
- Голова ради: Халецька Марія Григорівна
- Секретар ради: Литвиненко Світлана Анатоліївна

### Керівний склад попередніх скликань
| Прізвище, ім'я, по батькові | Основні відомості                                                 | Дата обрання | Дата звільнення |
| --------------------------- | ----------------------------------------------------------------- | ------------ | --------------- |
| Халецька Марія Григорівна   | Сільський голова, 1960 року народження, освіта вища, позапартійна | 26.03.2006   | 31.10.2010      |
| Халецька Марія Григорівна   | Сільський голова, 1960 року народження, освіта вища, позапартійна | 31.10.2010   |                 |

Примітка: таблиця складена за даними сайту Верховної Ради України

### Депутати
За результатами місцевих виборів 2010 року депутатами ради стали:

#### За суб'єктами висування
| Суб'єкт висування           | Кількість обраних депутатів | %    |
| --------------------------- | --------------------------- | ---- |
| Партія регіонів             | 9                           | 56,3 |
| Самовисування               | 4                           | 25   |
| Комуністична партія України | 3                           | 18,8 |

#### За округами
| № округу                    | Прізвище, ім'я, по батькові       | Дата визнання обраним | Освіта  | Партійна приналежність | Відомості про обраного депутата                   |
| --------------------------- | --------------------------------- | --------------------- | ------- | ---------------------- | ------------------------------------------------- |
| Комуністична партія України |                                   |                       |         |                        |                                                   |
| 6                           | Ляховка Любов Петрівна            | 01.11.2010            | вища    | позапартійна           | Мутинська загальноосвітня школа, вчитель          |
| 11                          | Пономаренко Сергій Іванович       | 01.11.2010            | середня | позапартійний          | пенсіонер                                         |
| 12                          | Кас'ян Анатолій Тимофійович       | 01.11.2010            | середня | позапартійний          | ДП «Конотопський лісгосп», водій                  |
| Партія регіонів             |                                   |                       |         |                        |                                                   |
| 2                           | Єсипенко В'ячеслав Васильович     | 01.11.2010            | вища    | позапартійний          | Мутинська загальноосвітня школа, вчитель          |
| 3                           | Єсипенко Тетяна Дмитрівна         | 01.11.2010            | середня | член Партії регіонів   | філія «Присеймівська» ТОВ СП «Нібулон», економіст |
| 4                           | Лівінцова Інна Григорівна         | 01.11.2010            | середня | член Партії регіонів   | ПП Лавриненко, продавець                          |
| 7                           | Бондаренко Іван Анатолійович      | 01.11.2010            | середня | член Партії регіонів   | Кролевецьке лісництво, лісник                     |
| 8                           | Тепленко Надія Олександрівна      | 01.11.2010            | середня | член Партії регіонів   | тимчасово не працює                               |
| 9                           | Новік Людмила Миколаївна          | 01.11.2010            | середня | член Партії регіонів   | аптека 58, завідувачка                            |
| 13                          | Коваль Анатолій Михайлович        | 01.11.2010            | середня | член Партії регіонів   | приватний підприємець                             |
| 14                          | Прудиус Василь Панасович          | 01.11.2010            | середня | позапартійний          | пенсіонер                                         |
| 16                          | Сергієнко Олександр Володимирович | 01.11.2010            | середня | позапартійний          | філія «Присеймівська» ТОВ ОП «Нібулон», директор  |
| Самовисування               |                                   |                       |         |                        |                                                   |
| 1                           | Лебідь Катерина Олексіївна        | 01.11.2010            | вища    | позапартійна           | Мутинська сільська рада, секретар                 |
| 5                           | Лецик Олександр Петрович          | 01.11.2010            | середня | позапартійний          | тимчасово не працює                               |
| 10                          | Литвиненко Світлана Анатоліївна   | 01.11.2010            | середня | позапартійна           | Мутинська сільська рада, головний бухгалтер       |
| 15                          | Давидова Юлія Сергіївна           | 01.11.2010            | середня | позапартійна           | Мутинська сільська рада, землевпорядник           |